# Crimson (album de Nanase Aikawa)
Cet article concerne l'album de Nanase Aikawa. Pour l'album d'Edge of Sanity, voir Crimson.
Albums de Nanase Aikawa
ParaDOX
(1997) Foxtrot
(2000)
Singles
Crimson est le troisième album de Nanase Aikawa, sorti sous le label Avex Trax le 8 juillet 1998 au Japon. Il atteint la 1re place du classement de l'Oricon, et reste classé pendant 11 semaines, pour un total de 737 530 exemplaires vendus pendant cette période.

## Liste des titres
| 1.  | ＯＯＯＯ？                                 | 4:50 |
| 2.  | Nostalgia                                  | 4:44 |
| 3.  | Sayonara wo Kikasete (さよならを聴かせて)  | 4:50 |
| 4.  | Nemurenai Yoru (眠れない夜)                | 4:08 |
| 5.  | Night Wave                                 | 4:16 |
| 6.  | Bad Girls                                  | 6:20 |
| 7.  | Fragile                                    | 5:23 |
| 8.  | Velvet moon                                | 4:35 |
| 9.  | Tamannai Shunkan (たまんない瞬間)          | 3:55 |
| 10. | Kanojo to Watashi no Jijō (彼女と私の事情) | 5:06 |
| 11. | Yasashii Uta (優しいうた)                  | 6:23 |